# Alcea turcomanica
Alcea turcomanica är en malvaväxtart som beskrevs av Modest Mikhaĭlovich Iljin. Alcea turcomanica ingår i släktet stockrosor, och familjen malvaväxter. Inga underarter finns listade i Catalogue of Life.